# Non Sequitur (Comic)
Non Sequitur ist eine 1992 ins Leben gerufene Cartoon-Reihe von Wiley Miller mit verschiedenen Helden. Veröffentlicht werden diese in über 700 Zeitungen, u. a. in der The Washington Post. Ursprünglich bezog sich der Titel darauf, dass die Cartoons entsprechend der Bedeutung des Begriffs non sequitur keinen Zusammenhang untereinander hatten; in den letzten Jahren werden jedoch auch Storylines verfolgt.

## Auszeichnungen
Non Sequitur wurde mehrfach von der National Cartoonist Society ausgezeichnet. Wiley Miller erhielt für sein Werk den Reuben Award.

## Werke
Es erschienen auch gebundene Bücher:
- The Non Sequitur Survival Guide for the Nineties (1995) ISBN 0-8362-1785-3
- Non Sequitur’s Beastly Things (1999) ISBN 0-7407-0016-2
- Why We’ll Never Understand Each Other: A Non-Sequitur Look At Relationships (2003) ISBN 0-7407-3387-7
- Non Sequitur’s Sunday Color Treasury (2005) ISBN 0-7407-5448-3